# Manjushree Thapa

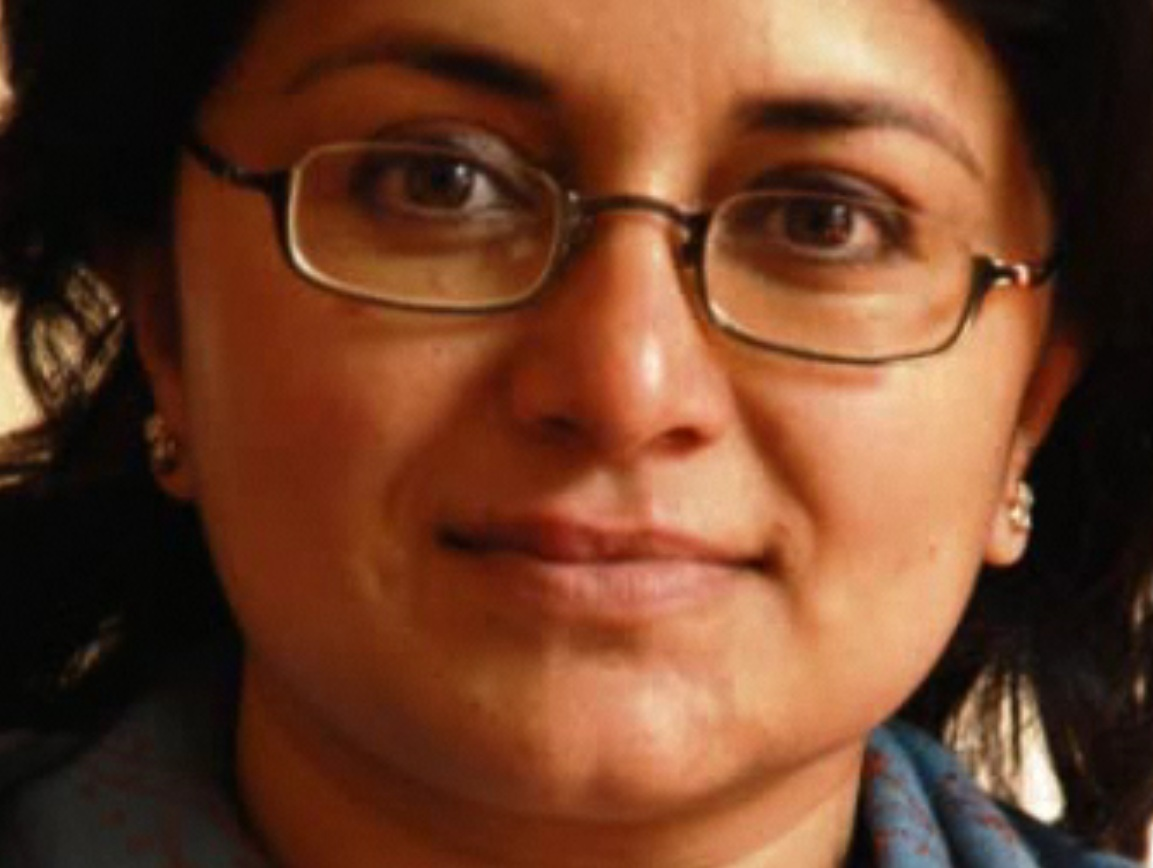
Manjushree Thapa

Manjushree Thapa (* 1968 in Kathmandu) ist eine nepalische Schriftstellerin. Sie schreibt größtenteils auf Englisch.

## Leben
Thapa wuchs in Kathmandu, Kanada und den USA auf. Mit dem Schreiben begann sie, nachdem sie einen Bachelor of Fine Arts an der Rhode Island School of Design abgeschlossen hatte.
Ihr erstes Buch war Mustang Bhot in Fragments (1992). Im Jahr 2001 veröffentlichte sie ihren ersten Roman, The Tutor of History (auf Deutsch erschienen als Geheime Wahlen), den sie im Rahmen ihrer Abschlussarbeit im Studiengang Kreatives Schreiben an der Universität Washington begonnen hatte.
Ihr bekanntestes Buch ist Forget Kathmandu. An Elegy for Democracy (die deutsche Ausgabe Vergesst Kathmandu erscheint 2009), das nur wenige Wochen vor dem Königsputsch am 1. Februar 2005 veröffentlicht wurde. Anschließend verließ Thapa das Land, um sich frei gegen den Putsch äußern zu können. Jetzt lebt sie wieder in Kathmandu. Im Jahr 2007 erschien der Kurzgeschichtenband Tilled Earth.
Manjushree Thapas Werke werden von Philipp P. Thapa (keine Verwandtschaft) ins Deutsche übertragen.

## Veröffentlichungen
- Mustang Bhot in Fragments, Himal Books, Kathmandu 1992.
- The Tutor of History, Penguin India, New Delhi 2001; deutscher Titel Geheime Wahlen, Edition Kathmandu, Bergisch Gladbach 2007, ISBN 978-3-939834-00-7
- Forget Kathmandu. An Elegy for Democracy, Penguin India, New Delhi 2005.
- Tilled Earth, Penguin India, New Delhi 2007.